# Санабрия, Тобиас
Тобиас Санабрия Панотто (исп. Tobías Sanabria Panotto; род. 30 марта 2004) — парагвайский футболист, полузащитник клуба «Олимпия» из Асунсьона.

## Клубная карьера
Санабрия — воспитанник клуба «Олимпия». 8 октября 2023 года в матче против столичного «Насьоналя» он дебютировал в парагвайской Примере.

## Международная карьера
В 2023 году в составе молодёжной сборной Парагвая Санабрия принял участие в молодёжном чемпионате Южной Америки в Колумбии. На турнире он сыграл в матчах против сборных Перу, Венесуэлы, Уругвая, Эквадора, Колумбии и дважды Бразилии.